# Papirusul Tulli
Papirusul lui Tulli este un document apocrif sub forma unui papirus vechi scris în hieratică. Se presupune că a fost găsit în 1934 în Egipt într-un magazin de antichități de către Alberto Tulli, un director al secțiunii de egiptologie de la Muzeele Vaticane. Prețul a fost însă prea mare și a fost făcută o copie textului, care a fost apoi recopiată, înlocuind scrierea hieratică inițială cu hieroglife.
Papirusul descrie apariția unor lumini și obiecte ciudate pe cer. După ce a fost citat zeci de ani ca fiind un obiect "misterios" și "antic", în 2006, în urma unei analize, s-a demonstrat definitiv că este un fals conținând fraze dintr-o gramatică egipteană bine-cunoscută.